# بافول باجزا
بافول باجزا (4 سبتمبر 1991 بجيلينا في سلوفاكيا - ) هو لاعب كرة قدم سلوفاكي في مركز حراسة المرمى. شارك مع منتخب سلوفاكيا تحت 19 سنة لكرة القدم ومنتخب سلوفاكيا تحت 21 سنة لكرة القدم. أما مع النوادي، فقد لعب مع نادي بارما ونادي كروتوني وFK Spartak Dubnica nad Váhom ‏ وFK Iskra Borčice ‏ وNK Zavrč ‏.

## وصلات خارجية
- بافول باجزا على موقع الاتحاد الأوربي (الإنجليزية)
- بافول باجزا على موقع قاعدة بيانات كرة القدم.إي يو (الإنجليزية)
- بافول باجزا على موقع Soccerbase.com (لاعب) (الإنجليزية)
- بافول باجزا على موقع Soccerway.com (الإنجليزية)
- بافول باجزا على موقع عالم كرة القدم.نت (الإنجليزية)
- بافول باجزا على موقع AS.com (الإسبانية)